# Myrmecocephalus pinalicus
Myrmecocephalus pinalicus är en skalbaggsart som först beskrevs av Thomas Casey 1906.  Myrmecocephalus pinalicus ingår i släktet Myrmecocephalus och familjen kortvingar. Inga underarter finns listade i Catalogue of Life.